# James O’Connor (Fußballspieler, 1979)

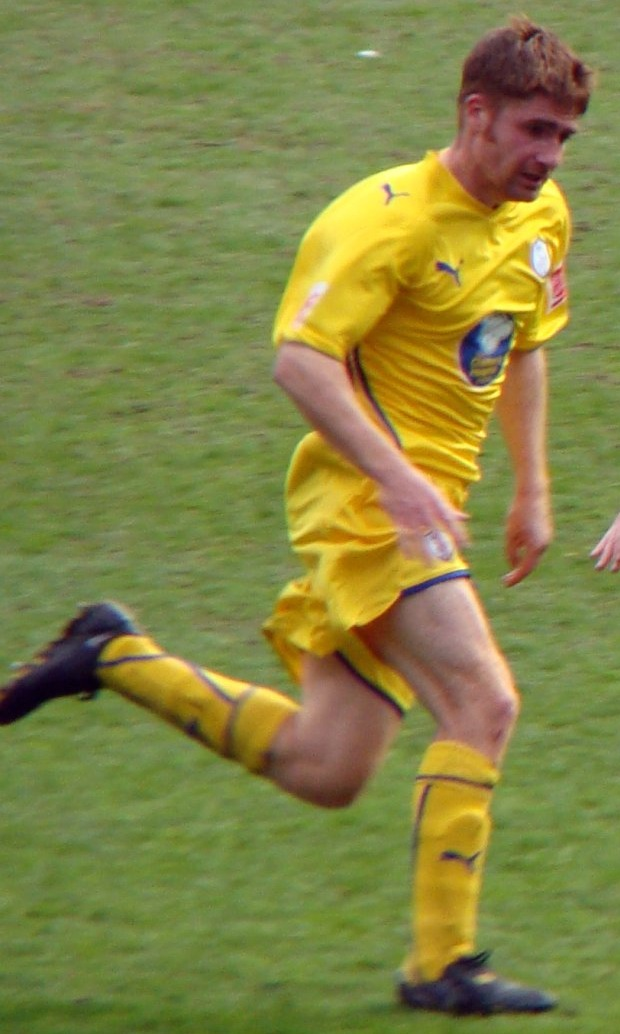
O’Connor bei einem Spiel für Sheffield Wednesday (2009)

James Kevin Matthew O’Connor (* 1. September 1979 in Dublin) ist ein ehemaliger irischer Fußballspieler und jetziger Trainer.

## Privat
James O’Connor hat zwei Brüder die ebenfalls Fußball spielen. Kevin O’Connor spielt seit 2014 für die irische Fußballmannschaft Longford Town. Sein anderer Bruder, Danny O’Connor, war bis Ende 2014 aktiv und spielte zuletzt zusammen mit Kevin bei den Bray Wanderers.